# Ligne de Vyborg à Joensuu
La ligne de Vyborg à Joensuu, dite aussi ligne de Carélie (finnois : Karjalan rata) est une voie ferrée qui reliait Viipuri et Joensuu.

## Histoire

Chemin de fer finlandais en 1918, à l'époque de la guerre civile.

La voie est à l'origine construite en 1892-1894 par chemin de fer de l'État finlandais dans le Grand-duché de Finlande.
Le trajet était Joensuu, Sortavala, Hiitola, Antrea et Viipuri (Vyborg).
Dans les années 1940 à la suite de la guerre d'hiver et de la guerre de continuation, la Finlande cède la plus grande partie de la voie (jusqu'à Niirala) à l'URSS par les Traité de Moscou , Armistice de Moscou et le Traité de Paris.
Au Traité de Moscou , la Finlande cède la section Viipuri - Antrea - Hiitola - Jaakkima - Sortavala - Matkaselkä - Värtsilä (240 km) et ne garde que la section Joensuu - Niirala (71 km).

## Exploitation
La voie est maintenant située dans l'oblast de Leningrad dans l'Isthme de Carélie, la République de Carélie et la Carélie du Nord. 
Le tronçon transfrontalier Sortavala – Joensuu a été fermé après la guerre de continuation puis a été rouvert au trafic de marchandise.
Trains de passagers :
- Vyborg – Kamennogorsk
- Vyborg – Kamennogorsk – Svetogorsk
- Vyborg – Hiitola
- Sortavala – Hiitola – Kouznetchnoïe
- Saint-Pétersbourg (gare du Ladoga (fi)) – Hiitola – Sortavala – Kostomoukcha